# Apolo (Bolivia)
Apolo es una pequeña ciudad del municipio homónimo y capital de la provincia de Franz Tamayo (antes Caupolicán), ubicada esta en el centro norte del departamento de La Paz (Bolivia). Según el último censo oficial realizado por el Instituto Nacional de Estadística de Bolivia (INE) en 2012, el municipio cuenta con una población de 20.308 habitantes y está situado a una altitud promedio de 1.400 metros sobre el nivel del mar.
El municipio posee una extensión superficial de 14.231 km² y una densidad de población de 1,42 hab/km² (habitante por kilómetro cuadrado).
Apolo se caracteriza principalmente por sus valles, clima agradable, amplitud, salubridad, pastizales, arroyos y riquezas naturales.

## Toponimia
Existen tres versiones que tratan de explicar su origen:
1. Aphullu pampa, que en quechua significa “pampa grande”.
2. Phullu pampa, que en ese idioma quiere decir “pampa de toros”, por la gran cantidad de toros que existía.
3. Polo pampa, la primera voz del dialecto ricka que significaba tigre, y pampa, por la extensión y amplitud del valle apoleño.

## Historia
El libertador y mariscal Antonio José de Sucre, por decreto supremo del 23 de enero de 1826, creó la provincia Caupolicán, la cual abarcaba geográficamente las actuales provincias de Franz Tamayo, Abel Iturralde, y una parte del territorio actual del departamento de Pando. 
Por mucho tiempo y en varias ocasiones, se intentó cambiar el nombre de la provincia sin logros algunos, hasta que finalmente en noviembre de 1967, por sugerencia del diputado de Puerto Acosta, Daniel Delgado Cuevas, la Cámara de Diputados, aprobó la Ley N. 254 de esa misma fecha, para cambiar Caupolicán por la de Franz Tamayo.
A este cambio de nombre hubo muchas reacciones opuestas, a las que se sumaron el distinguido escritor apoleño Nazario Pardo Valle y más tarde, el profesor Cesar Augusto Machicao Gámez.

### Fundaciones de Apolo
La primera fue hecha por Juan Álvarez Maldonado, cuando fundó el pueblo de San Miguel de Apolobamba, el 29 de septiembre de 1587, en la región de Aguachiles, a unos 150 km de Apolo, al este de sarayug, en un valle boscoso y amplio. 
La segunda fundación fue el 10 de agosto de 1615, por Pedro de Legui Urquiza, en las faldas del cerro de Chipilusani, con el denominativo de Nuestra Señora de Guadalupe. La tercera y definitiva fundación fue el 8 de diciembre de 1690, por el misionero franciscano Pedro Sáenz de Mendoza, con el nombre de Nuestra Señora de la Purísima Concepción de Apolobamba, juntando indígenas lecos, aguachiles, tacanas, apolistas y pamainos.
Apolobamba, se constituyó en el centro de operaciones civiles, militares y religiosas, fundamentalmente hacia el norte de la región.

## Geografía

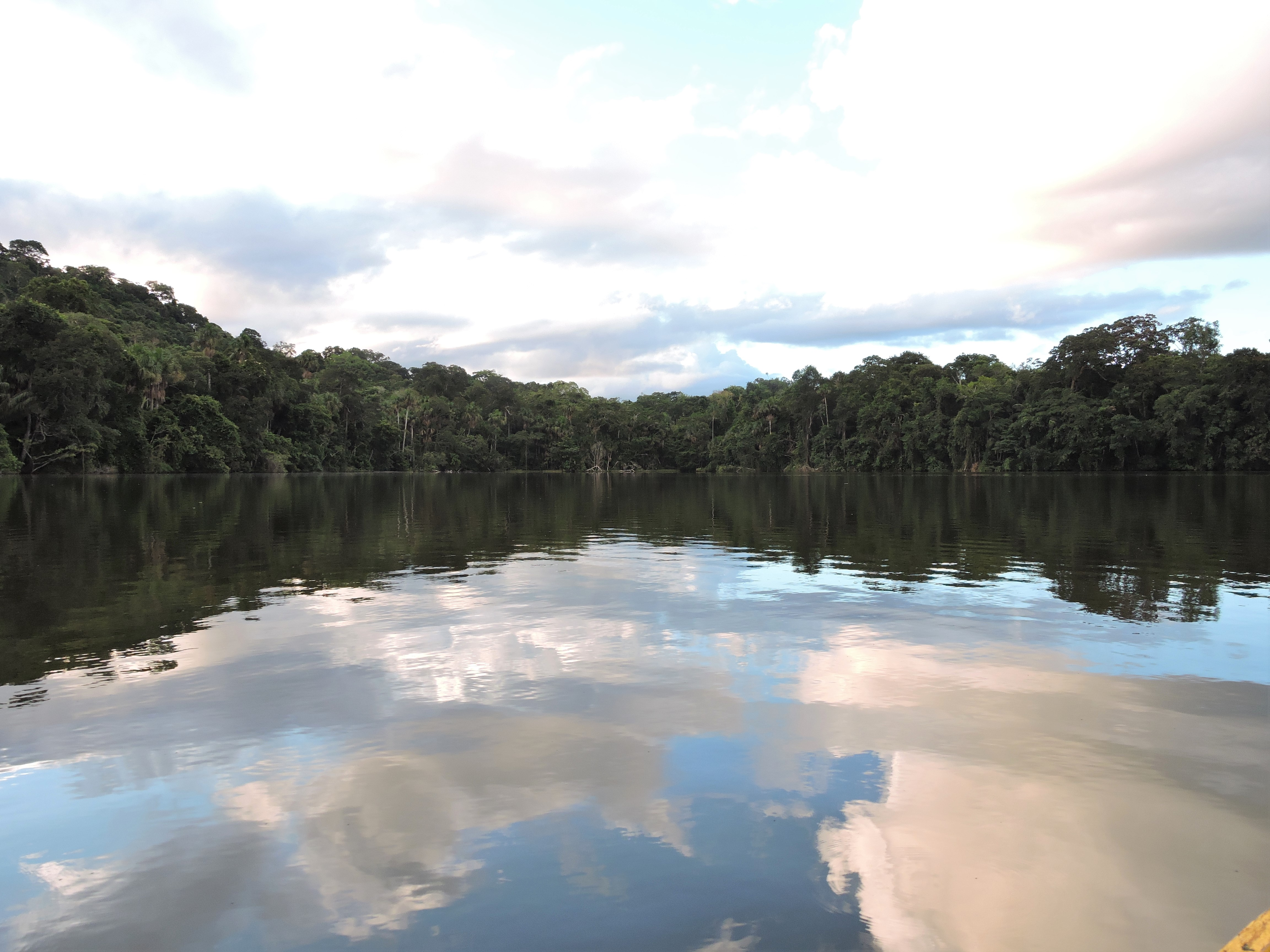
Vista del lago Chalalán al norte del municipio.

El municipio de Apolo se encuentra en parte dentro de la Amazonía boliviana con un clima tropical. Su territorio es atravesado por numerosos ríos pertenecientes a la Cuenca del Amazonas, cómo ser el río Tuichi. También se encuentran algunos lagos significantes como el lago Chalalán o la laguna Santa Rosa, cerca al límite con el municipio de San Buenaventura al norte.

## Demografía
De acuerdo con el censo boliviano de 2024, la población del municipio de Apolo es de 19 047 habitantes.
La población del municipio aumentó a la mitad entre 1992 y 2024:
| Año  | Habitantes (municipio) | Habitantes (localidad) | Fuente                  |
| ---- | ---------------------- | ---------------------- | ----------------------- |
| 1992 | 12.877                 | 1.628                  | Censo boliviano de 1992 |
| 2001 | 13.271                 | 2.123                  | Censo boliviano de 2001 |
| 2012 | 20.308                 | 6.376                  | Censo boliviano de 2012 |
| 2024 | 19.047                 |                        | Censo boliviano de 2024 |

## Transporte
A Apolo se puede llegar por carretera a lo largo de 418 kilómetros por carretera desde La Paz, sede de gobierno de Bolivia.
Desde La Paz, la ruta nacional asfaltada Ruta 2 conduce 70 km al noroeste hasta Huarina, de allí se bifurca hacia el norte la Ruta 16, que llega a Escoma después de 98 km y luego conduce como camino afirmado por otros 250 km vía Charazani hasta llegar a Apolo.
Apolo está conectada con el resto de Bolivia también a través de su propio aeropuerto. El aeropuerto tiene una pista de aterrizaje con una longitud de unos 1400 m.